# Aprobado por catástrofe
El aprobado por catástrofe es una leyenda urbana de acción académica, que propone que, si ocurre un evento catastrófico en particular, los estudiantes, cuyo desempeño podría haber sido afectado por el evento, reciben automáticamente calificaciones aprobatorias, con el argumento de que no habría forma de evaluarlos de manera justa y no deberían ser penalizados por la catástrofe.

## Ejemplos de la leyenda
- Si alguien muere durante un examen, todos los demás estudiantes presentes aprueban automáticamente el examen.
- Si una escuela se incendia o se destruye de alguna manera, todos los estudiantes actuales quedan exentos automáticamente.
- Un estudiante que es atropellado por un autobús escolar de enlace del campus recibirá matrícula gratuita y una beca anual mientras que no muera en el acto.
- Si un estudiante se rompe un brazo pasa inmediatamente con 10 en todas las asignaturas.[1]

La versión más común de esta historia es que si el compañero de habitación de un estudiante se suicida o muere por alguna enfermedad cardíaca, el estudiante sobreviviente recibirá la máxima calificación para esa evaluación. Esta versión proporciona la premisa base para las películas Dead Man on Campus y The Curve, así como episodios de varias series de televisión.
En su libro Curses! Broiled Again!, el experto en leyendas urbanas Jan Harold Brunvand investigó la afirmación sobre si un estudiante cuyo compañero de cuarto se suicida recibiría su título profesional directamente, en cuanto a ese semestre. No pudo encontrar ningún colegio o universidad que realmente tuviera esa regla. El sociólogo William S. Fox describió esta leyenda y sus variantes, como la regla que se aplica a la muerte de un compañero de cuarto; también concluyó que el reclamo no tiene fundamento de hecho. El sitio web Snopes califica la historia como falsa.

## En la práctica
Muchas escuelas y jurisdicciones, si bien no adoptan ninguna regla general como lo afirma la leyenda, pueden hacer concesiones o ajustes para estudiantes individuales en casos de dificultades. En el Reino Unido, el Consejo Conjunto de Calificaciones permite a los candidatos solicitar un ajuste de su puntaje (hasta 5%) si han cumplido con todos los requisitos para el examen pero sufren una enfermedad temporal, lesión temporal u otra indisposición en el momento de la evaluación. Si un candidato elegible muere antes de completar el examen, se puede solicitar un "certificado honorario".
En Victoria, Australia, un estudiante debe rendir el GAT a mitad del año. Si ocurre un evento que afecta su desempeño en los exámenes finales, sus resultados se derivarán de sus calificaciones de los cursos y las calificaciones que recibieron en el GAT.